# Витьюм
Витьюм — река в Медведевском районе Марий Эл. Левый приток Большой Кокшаги.

## Описание
Длина реки 13 км. Протекает в лесах на северо-западе района. Берёт начало в 7,5 км к юго-востоку от деревни Пижма. Направление течения — юго-западное. Устье находится по левому берегу Большой Кокшаги в 3,5 км к западу от малой деревни Аргамач (единственный населённый пункт в бассейне).
В нижней половине течение проходит по территории заповедника «Большая Кокшага».
Имеются два моста через реку: на автодороге Нужъялы — Кужолок и на подъездной дороге к деревне Аргамач.